# المساءلة الصغرى (ألمانيا)
المساءلة الصغرى في مجلس النواب الألماني وغيره، مساءلة من نائب في المجلس موجهة للسلطة التنفيذية وهي الحكومة في الغالب، وتقتصر على قليل من المسائل. وهي من باب المساءلة البرلمانية.